# Kedungpilang
Kedungpilang is een bestuurslaag in het regentschap Boyolali van de provincie Midden-Java, Indonesië. Kedungpilang telt 1765 inwoners (volkstelling 2010).